# Dvorec
Dvorec és un poble i municipi d'Eslovàquia que es troba a la regió de Trenčín. La primera menció escrita de la vila es remunta al 1455.

## Demografia
| Godina             | 1994 | 2004    | 2014   | 2024    |
| ------------------ | ---- | ------- | ------ | ------- |
| Nombre de persones | 380  | 426     | 428    | 513     |
| Diferència         |      | +12,10% | +0,46% | +19,85% |

| Godina             | 2023 | 2024   |
| ------------------ | ---- | ------ |
| Nombre de persones | 488  | 513    |
| Diferència         |      | +5,12% |